# Balestrino
Balestrino is een gemeente in de Italiaanse provincie Savona (regio Ligurië) en telt 575 inwoners (31-12-2004). De oppervlakte bedraagt 11,3 km², de bevolkingsdichtheid is 49 inwoners per km².

## Demografie
Balestrino telt ongeveer 261 huishoudens. Het aantal inwoners steeg in de periode 1991-2001 met 1,1% volgens cijfers uit de tienjaarlijkse volkstellingen van ISTAT.
| Jaar | Inwoneraantal |
| ---- | ------------- |
| 1991 | 529           |
| 2001 | 535           |

## Geografie
Balestrino grenst aan de volgende gemeenten: Castelvecchio di Rocca Barbena, Ceriale, Cisano sul Neva, Toirano, Zuccarello.

## Spookstad
De oude stad Balestrino, inclusief het kasteel Del Carretto, had stabiliteitsproblemen door aardverschuivingen. Daarom werd het in 1962/1963 verlaten en werd er twee kilometer verder een nieuwe stad gebouwd. De oude stad is nu een spookstad die ernstig in verval is.

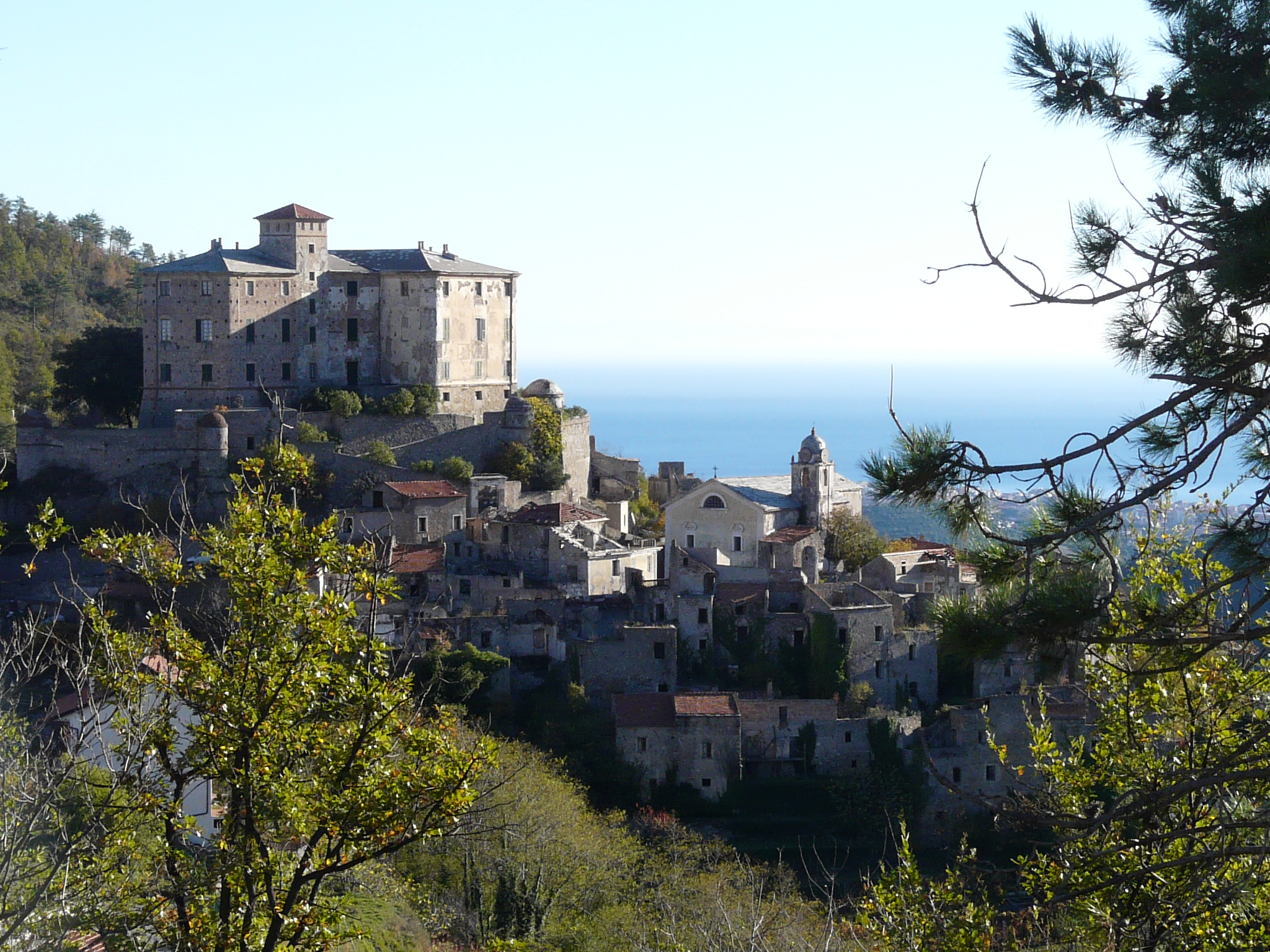
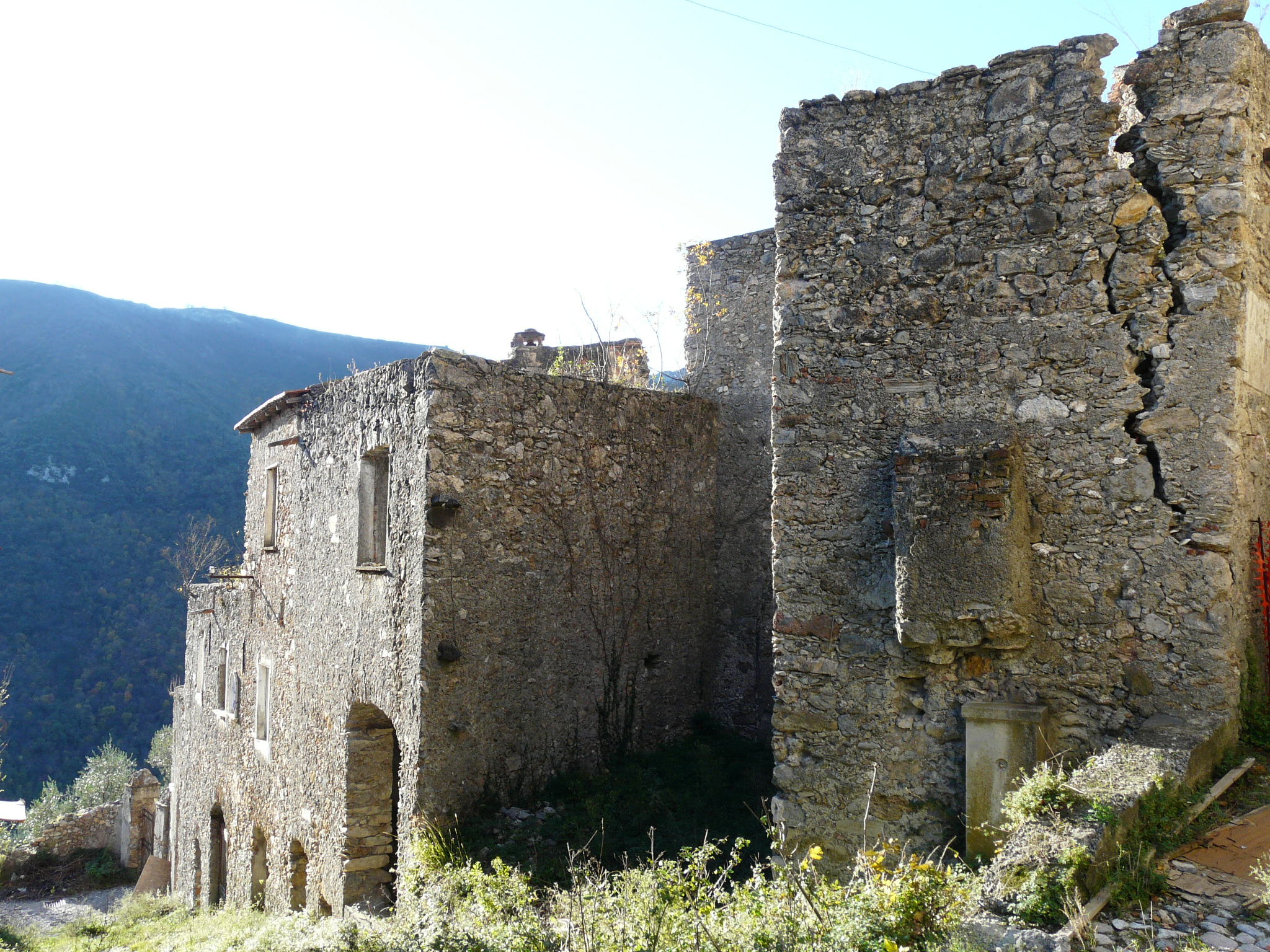
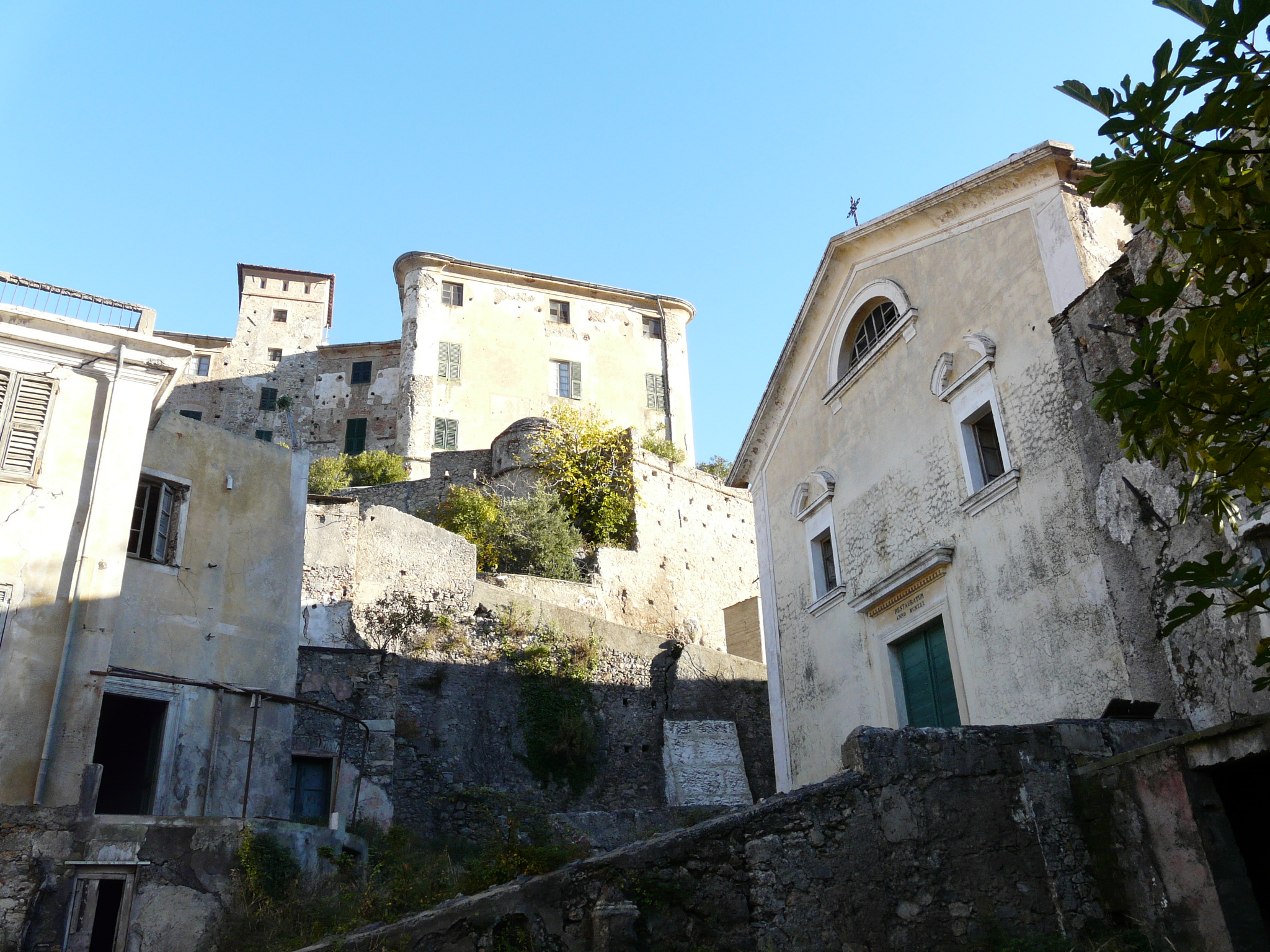
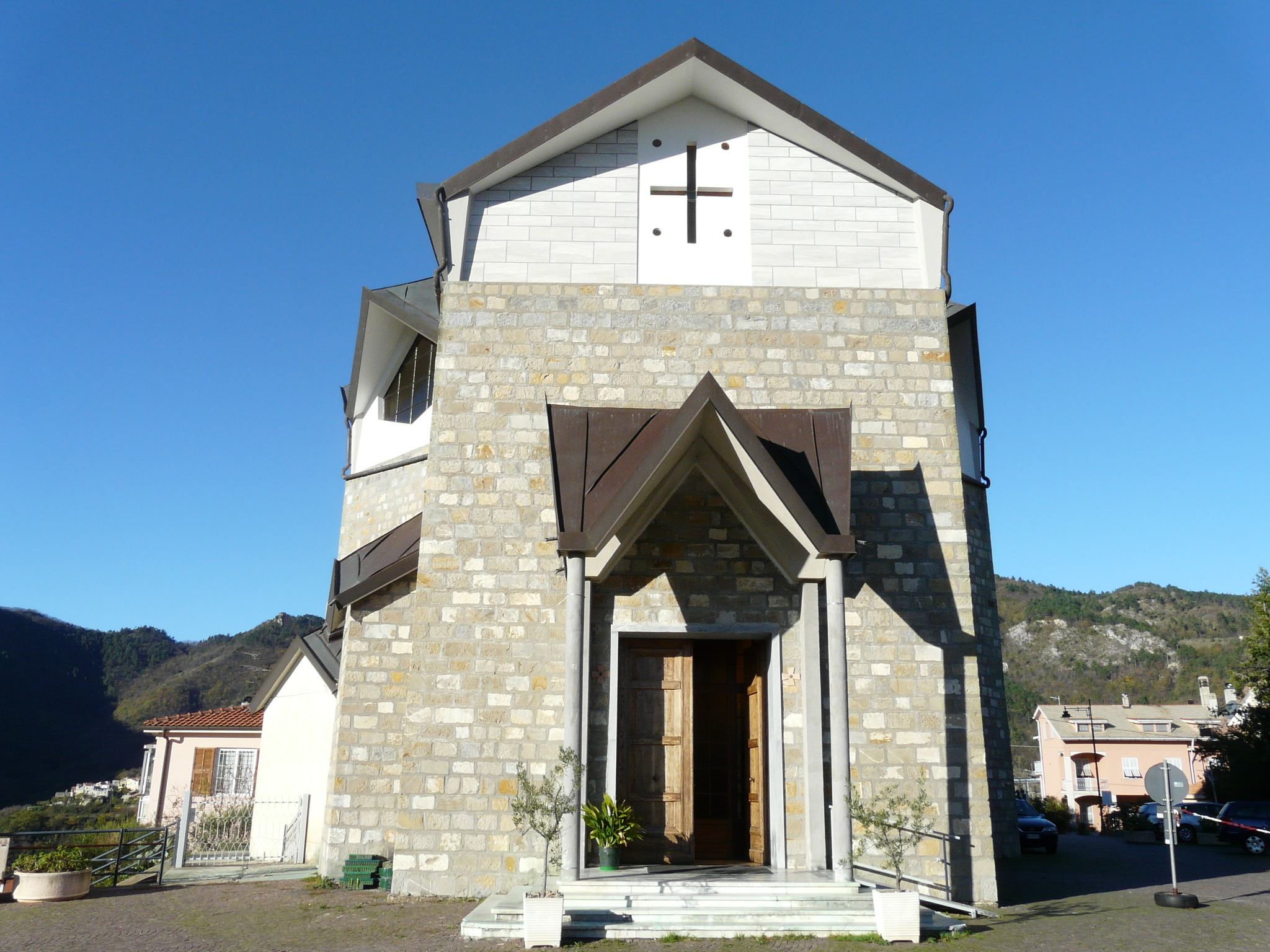
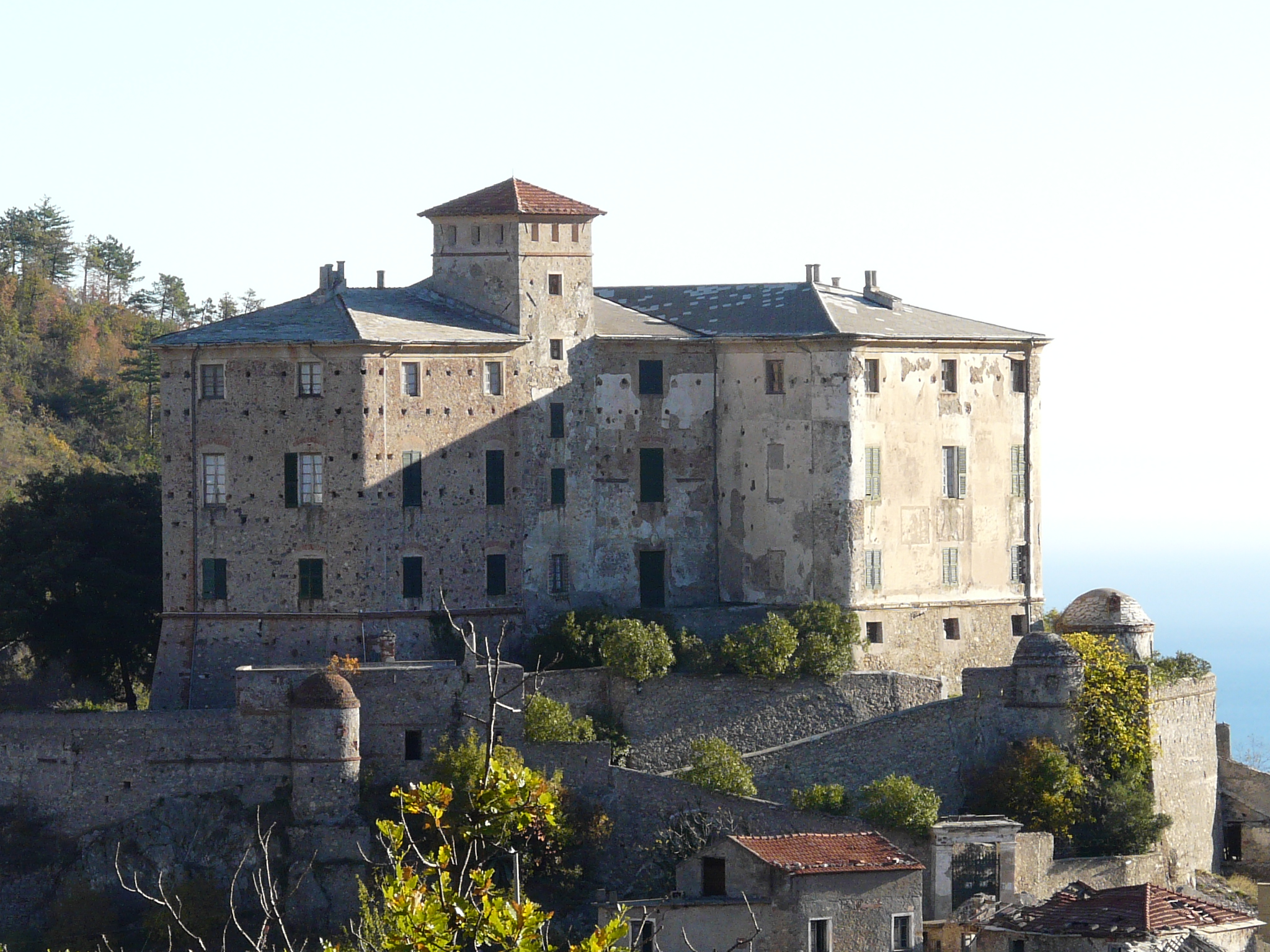
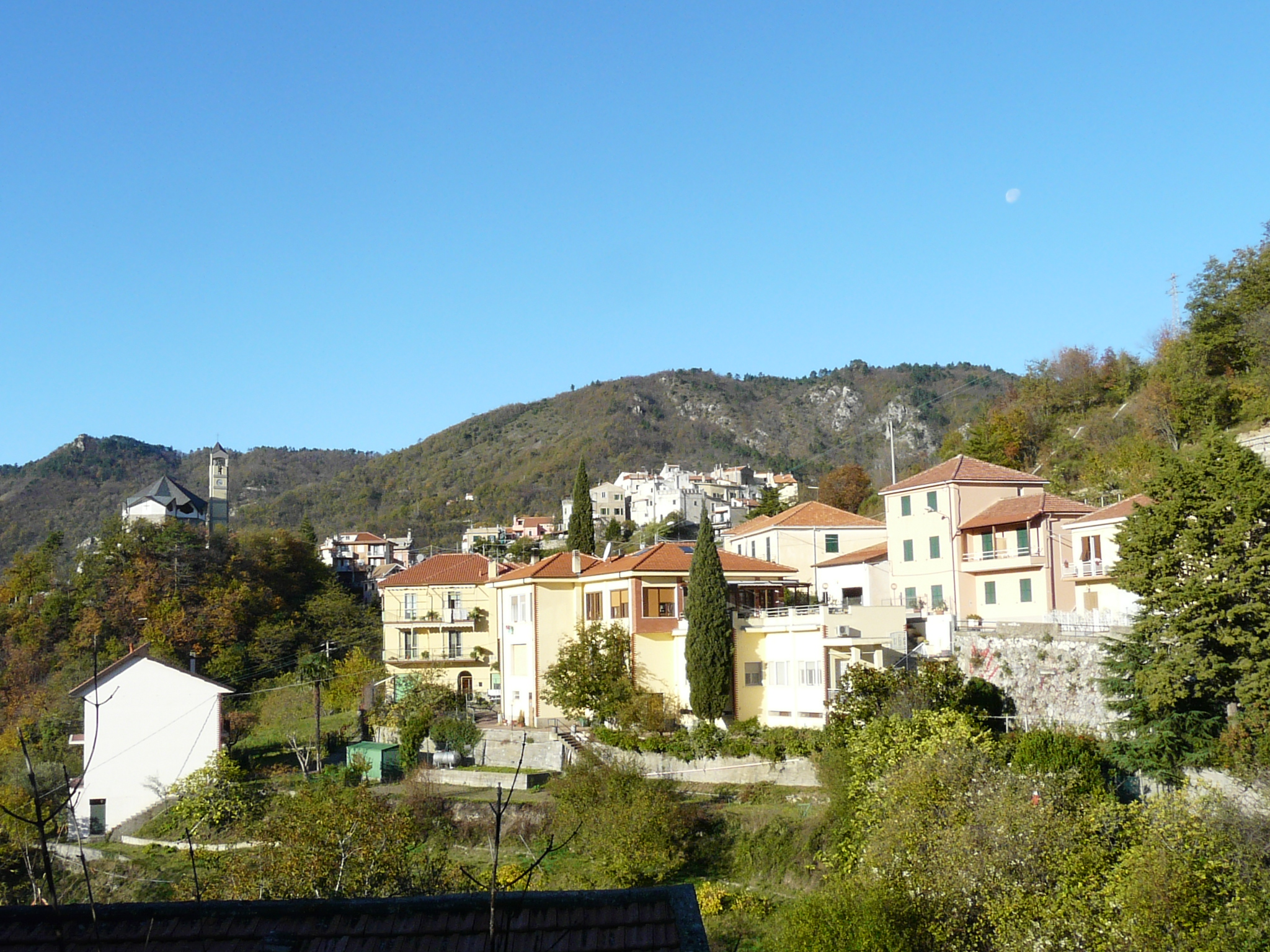

Alassio · Albenga · Albisola Superiore · Albissola Marina · Altare · Andora · Arnasco · Balestrino · Bardineto · Bergeggi · Boissano · Borghetto Santo Spirito · Borgio Verezzi · Bormida · Cairo Montenotte · Calice Ligure · Calizzano · Carcare · Casanova Lerrone · Castelbianco · Castelvecchio di Rocca Barbena · Celle Ligure · Cengio · Ceriale · Cisano sul Neva · Cosseria · Dego · Erli · Finale Ligure · Garlenda · Giustenice · Giusvalla · Laigueglia · Loano · Magliolo · Mallare · Massimino · Millesimo · Mioglia · Murialdo · Nasino · Noli · Onzo · Orco Feglino · Ortovero · Osiglia · Pallare · Piana Crixia · Pietra Ligure · Plodio · Pontinvrea · Quiliano · Rialto · Roccavignale · Sassello · Savona · Spotorno · Stella · Stellanello · Testico · Toirano · Tovo San Giacomo · Urbe · Vado Ligure · Varazze · Vendone · Vezzi Portio · Villanova d'Albenga · Zuccarello
1. ↑  https://demo.istat.it/?l=it.